# الحلیبیه
الحلیبیه (به عربی: الحلیبیة) یک روستا در سوریه است که در ناحیه حمرا واقع شده‌است. الحلیبیه ۶۸۶ نفر جمعیت دارد.